# Darsanand Balgobin
Darsanand Deepak Balgobin ist ein mauritianischer Politiker der Mouvement Socialiste Militant (MSM), der seit 2019 Minister für Informationstechnologie, Kommunikation und Innovation im Kabinett Pravind Jugnauth ist.

## Leben
Darsanand Deepak Balgobin begann nach dem Schulbesuch eine Ausbildung zum Hotelkaufmann im Singapore Hotel and Tourism Education Centre (SHATEC), die er mit einem Diplom abschloss. Ein Studium im Fach Tourismus- und Hospitality-Management an der University of Technology Mauritius (UTM) schloss er mit einem Bachelor of Science (B.Sc.) ab. Er war als Direktor für menschliche Ressourcen und auswärtige Angelegenheiten beim Shanti Maurice Hotel tätig. Er absolvierte ein postgraduales Studium im Fach Management an der Anglia Ruskin University, das er mit einem Master of Business Administration (MBA) beendete. Er war daraufhin als Vorsitzender der Wohnungsbaugesellschaft Mauritius Housing Company Ltd sowie als Geschäftsführender Direktor des Nationalen Rates für Produktivität und Wettbewerbsfähigkeit NPCC (National Productivity and Competitiveness Council).
Bei den Wahlen vom 7. November 2019 wurde Balgobin für die Mouvement Socialiste Militant (MSM) innerhalb der L’Alliance Morisien im Wahlkreis No. 9 (Flacq and Bon Accueil) nach Sudheer Maudhoo mit 22.526 Stimmen (49,8 Prozent) und dem zweitbesten Stimmenergebnis erstmals zum Mitglied der Nationalversammlung gewählt. Daraufhin wurde er am 12. November 2019 als Minister für Informationstechnologie, Kommunikation und Innovation in das Kabinett Pravind Jugnauth berufen.